# Filippides

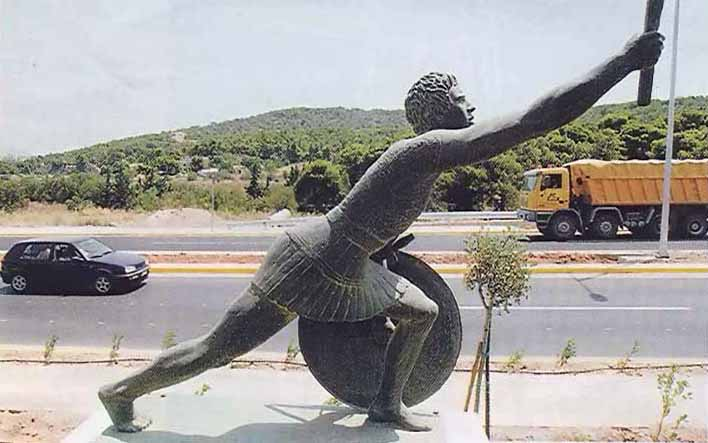
Pomnik Filippidesa w Maratonie

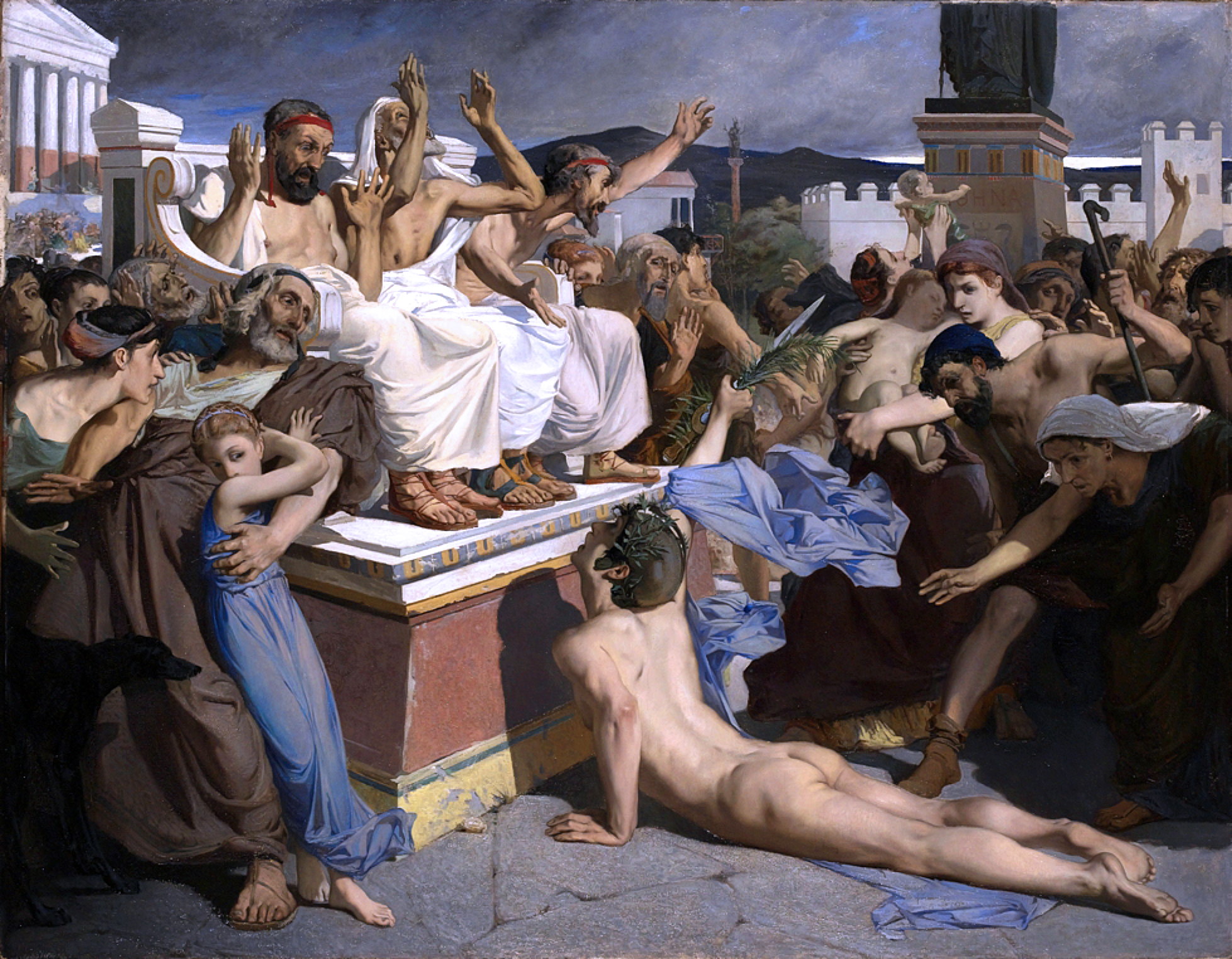
Obraz Filippides autorstwa Luca-Oliviera Mersona z 1869 roku

Filippides (gr. Φιλιππίδης), czasami Filipiades – ateński posłaniec, według Herodota wysłany z Aten do Sparty w celu złożenia prośby o ich zbrojną pomoc dla Ateńczyków przed bitwą pod Maratonem z wojskami perskimi w 490 p.n.e.
Legendy mówią, że ten sam Filippides miał po wygranej bitwie pobiec z Maratonu do Aten, by obwieścić zwycięstwo i poinformować Ateńczyków o płynącej ku nim flocie perskiej. Po przekazaniu tej wiadomości padł martwy. Dystans jaki pokonał to ok. 38-40 km. W 1879 r. brytyjski poeta Robert Browning napisał na kanwie tej historii znany wiersz Filipiades (ang. Pheidippides).
Historia ta stała się też bodźcem do utworzenia biegu maratońskiego jako dyscypliny olimpijskiej w nowożytnych igrzyskach.
Według Herodota po zwycięskiej dla Ateńczyków bitwie z Persami, nie jeden człowiek, a cała armia grecka pospieszyła do Aten by uprzedzić Persów płynących okrętami. Przez historyków taka wersja została uznana za wiarygodną. Około 9 tysięcy hoplitów wyruszyło natychmiast do miasta. Pokonanie takiej odległości zajęło im ok. 8 godzin. Liczba 9000 jest jednak mocno wyolbrzymiona ze względu na zaniżone straty (192 Greków), o których jest mowa w dziełach Herodota.